# Ранзино, Сэм
Самуэль Сальвадор «Сэм» Ранзино (англ. Samuel Salvador "Sam" Ranzino, 21 июня 1927 — 13 марта 1994) — американский баскетболист, выступавший за баскетбольную команду университета штата Северная Каролина и один сезон в Национальной баскетбольной ассоциации за клуб «Рочестер Роялз».

## Биография
Ранзино родился в Гэри (штат Индиана), где и посещал старшую школу Эмерсона. По окончании обучения он поступил в Университет штата Северная Каролина, где стал выступать за местную баскетбольную команду «НК Стэйт Вульфпэк», которой руководил также уроженец Индианы Эверетт Кейс. При Ранзино «Вульфпэк» четыре раза подряд завоёвывали титул чемпиона Южной конференции, а в 1950 году дошли до финала четырёх турнира NCAA. Сам Ранзино в 1950 году был включён во вторую всеамериканскую сборную по версии AP, а в 1951 году в первую всеамериканскую сборную. За время выступления в Северной Каролине, Ранзино набрал 1967 очков, что являлось рекордом учебного заведения до 1975 года, когда его превзошёл Дэвид Томпсон. За заслуги перед учебным заведением 77-й номер, под которым выступал Сэм, был навечно закреплён за ним, а баннер с номером вывешен под сводами «RBC-центра».
После завершения обучения в колледже, Ранзино был выбран на драфте НБА 1951 года в первом раунде под общим 8-м номером клубом «Рочестер Роялз». За «Роялз» Сэм отыграл всего один сезон, в котором в среднем за игру набирал всего 2,2 очка.
В 1982 году Сэм Ранзино был включён в спортивный зал славы Северной Каролины.

## Статистика

### Статистика в НБА
| Сезон                                                                                    | Команда  | Регулярный сезон | Регулярный сезон | Регулярный сезон | Регулярный сезон | Регулярный сезон | Регулярный сезон | Регулярный сезон | Регулярный сезон | Регулярный сезон | Регулярный сезон | Регулярный сезон | Серия плей-офф | Серия плей-офф | Серия плей-офф | Серия плей-офф | Серия плей-офф | Серия плей-офф | Серия плей-офф | Серия плей-офф | Серия плей-офф | Серия плей-офф | Серия плей-офф |
| Сезон                                                                                    | Команда  | GP               | GS               | MPG              | FG%              | 3P%              | FT%              | RPG              | APG              | SPG              | BPG              | PPG              | GP             | GS             | MPG            | FG%            | 3P%            | FT%            | RPG            | APG            | SPG            | BPG            | PPG            |
| ---------------------------------------------------------------------------------------- | -------- | ---------------- | ---------------- | ---------------- | ---------------- | ---------------- | ---------------- | ---------------- | ---------------- | ---------------- | ---------------- | ---------------- | -------------- | -------------- | -------------- | -------------- | -------------- | -------------- | -------------- | -------------- | -------------- | -------------- | -------------- |
| 1951/52                                                                                  | Рочестер | 39               |                  | 6,0              | 33,3             |                  | 70,3             | 1,0              | 0,6              |                  |                  | 2,2              | Не участвовал  | Не участвовал  | Не участвовал  | Не участвовал  | Не участвовал  | Не участвовал  | Не участвовал  | Не участвовал  | Не участвовал  | Не участвовал  | Не участвовал  |
|                                                                                          | Всего    | 39               |                  | 6,0              | 33,3             |                  | 70,3             | 1,0              | 0,6              |                  |                  | 2,2              | Не участвовал  | Не участвовал  | Не участвовал  | Не участвовал  | Не участвовал  | Не участвовал  | Не участвовал  | Не участвовал  | Не участвовал  | Не участвовал  | Не участвовал  |
| Наведите курсор мыши на аббревиатуры в заголовке таблицы, чтобы прочесть их расшифровку. |          |                  |                  |                  |                  |                  |                  |                  |                  |                  |                  |                  |                |                |                |                |                |                |                |                |                |                |                |